# Jean Godefroid Ginod (évêque de Belley)
Pour les articles homonymes, voir Jean Godefroid Ginod.
Jean Godefroid Ginod (né vers 1517, mort le 12 avril 1604), ecclésiastique, fut évêque de Belley de  1575 à 1604.

## Biographie
Jean Godefroid Ginod est originaire du Bugey inclus à cette époque dans les États de Savoie. D'abord prévôt de la cathédrale d'Aoste puis  archidiacre de Tarentaise, il est membre du sénat de Savoie à partir du 9 octobre 1559 et il continue à y siéger même devenu évêque. Il occupe une place importante dans  l'historiographie valdotaine car il est chargé par le duc Emmanuel-Philibert de Savoie de compiler à partir du 19 décembre 1572 les « coutumes » du duché d'Aoste qui seront ensuite imprimées à Chambéry sous le nom de « Coutumiers du Duché d'Aoste » en 1588. 
Il est nommé évêque de Belley le 15 octobre 1575. La seconde année de son épiscopat les chanoines du chapitre reprennent l'état séculier le 11 septembre 1577. Il meurt le 12 avril 1604 à l'âge de 87 ans et laisse comme héritière sa nièce Françoise sœur de son neveu et homonyme Jean Godefroid Ginod évêque prédécédé du diocèse d'Aoste et Charles-Emmanuel Ginod doyen de la cathédrale de Belley. À  la suite du traité de Lyon (1601), le Bugey a été annexé par le royaume de France et après sa mort le siège épiscopal reste vacant pendant près de cinq ans.

## Héraldique
- de sinople au sautoir d'or cantonné de quatre trèfles d'argent